# Diamentowa Kolekcja Disco Polo-Classic
Diamentowa Kolekcja Disco Polo - Classic – kompilacja największych przebojów grupy Classic z okresu 1995-2002. Została wydana 9 grudnia 2014 r. przez Magic Records.

## Lista utworów
1. "Jolka Jolka" (muz. i sł. M. Winnicki)
2. "Piękną miałaś twarz" (muz. R. Dąbrowski, sł. M. Winnicki)
3. "Straszna dziewczyna" (muz. R. Klatt, sł. M. Winnicki)
4. "Kiedy dzień za nocą" (muz. i sł. twórcy ludowi)
5. "Warto żyć" (muz. i sł. R. Klatt)
6. "Jesteś wielkim spełnieniem" (muz. M. Winnicki, sł. R. Klatt)
7. "Hej czy ty wiesz" (muz. i sł. M. Winnicki)
8. "Zabrałaś mi lato" (muz. A. Markiewicz, sł. W. Chotomska)
9. "Masz w sobie coś" (muz. i sł. M. Winnicki)
10. "Jeszcze dzień" (muz. S. Krajewski, sł. K. Dzikowski)
11. "Zawsze ze mną" (muz. i sł. M. Winnicki)
12. "Nie zapominaj o mnie" (muz. i sł. R. Klatt)
13. "Nie chcę więcej" (muz. M. Winnicki, sł. R. Klatt)
14. "Za rzeką" (muz. i sł. twórcy ludowi)
15. "Biodro przy bioderku" (muz. i sł. twórcy ludowi)
16. "Obejmij mnie" (muz. i sł. R. Klatt)
17. "Celestyna" (muz. D. Urbala, sł. R. Klatt)
18. "Oczy czarne" (muz. i sł. twórcy ludowi)